# Love Island

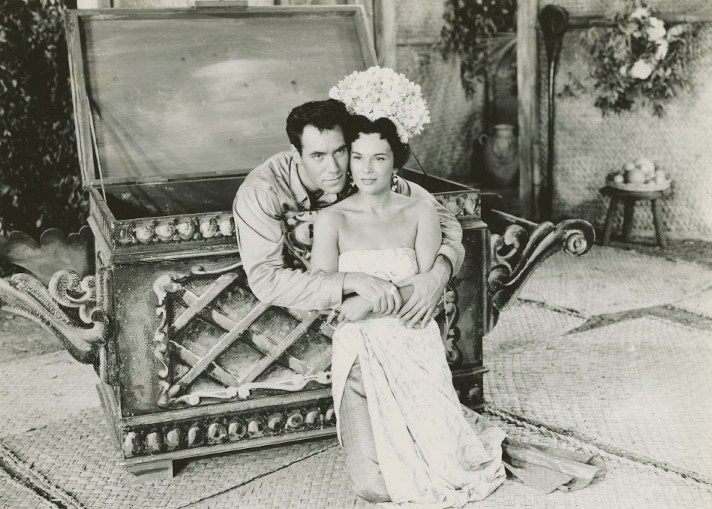
Paul Valentine e Eva Gabor em Love Island (1952).

Love Island é um filme de comédia romântica produzido nos Estados Unidos e dirigido por Bud Pollard. Lançado em 1952, foi protagonizado por Paul Valentine e Eva Gabor.